# Loco (Tessin)
Pour les articles homonymes, voir Loco.
Loco est une localité et une ancienne commune suisse du canton du Tessin, située dans le district de Locarno.

## Histoire

Photo aérienne (1963).

Ancienne commune indépendante, Loco a fusionné en 2001 avec ses voisines d'Auressio et de Berzona pour former la nouvelle commune d'Isorno.

## Sources
Vasco Gamboni, « Loco » dans le Dictionnaire historique de la Suisse en ligne, version du 24 septembre 2009.